# Kingsford (Míchigan)
Kingsford es una ciudad ubicada en el condado de Dickinson en el estado estadounidense de Míchigan. En el Censo de 2010 tenía una población de 5133 habitantes y una densidad poblacional de 432,82 personas por km².

## Geografía
Kingsford se encuentra ubicada en las coordenadas 45°48′23″N 88°6′1″O / 45.80639, -88.10028. Según la Oficina del Censo de los Estados Unidos, Kingsford tiene una superficie total de 11.86 km², de la cual 11.19 km² corresponden a tierra firme y (5.61%) 0.67 km² es agua.

## Demografía
Según el censo de 2010, había 5133 personas residiendo en Kingsford. La densidad de población era de 432,82 hab./km². De los 5133 habitantes, Kingsford estaba compuesto por el 97.18% blancos, el 0.43% eran afroamericanos, el 0.43% eran amerindios, el 0.55% eran asiáticos, el 0% eran isleños del Pacífico, el 0.18% eran de otras razas y el 1.25% pertenecían a dos o más razas. Del total de la población el 1.09% eran hispanos o latinos de cualquier raza.